# Хакоми
Хакоми је метода психотерапије оријентисана на тело и искуство. Методу је развио 1970-их година Рон Куртц (1934–2011), који је у своју методу интегрисао методе психотерапије тела које су претходно развили Wilhelm Reich и Alexander Lowen.

## Историја
Експериментални психолог Рон Куртц развио је Хакоми метод касних 1970-их и раних 1980-их како би у овој методи интегрисао принципе западне и источне психологије. Овим обликом искуствене психотерапије он је желое да нагласи неколико кључних концепата и принципа источњачких филозофија, као што су емпатија,  присуство и  свесност.  

## Етимологија
Реч „хакоми” значи „ко сте” или у облику питања „ко сте ви”? Пореклом је из језика Хопи или Моки индијанских народа из шошонског огранка јутоастека, данас настањених на подручју резервата Хопи у североисточној Аризони. Овај језик је из јуто-астечке језичке породице, и употребљен је да опише суштину хакоми методе: истраживање самоорганизације.

## Концепт
Хакоми метода нуди алтернативни приступ људима који траже ефикасан пут ка трансформацији и осећају целовитости. Конкретно, даје предност соматском искуству више од неких других врста психотерапије и посматра тело као људски ресурс за приступ свом основном материјалу. Овај ресурс би могао помоћи већем броју људи да имају користи од хакоми методе како би постигли побољшану самосвест и и тако довели до трансформативних промена.
Хакоми метода комбинује психотерапију и системску теорију са источњачком филозофијом и техникама усредсређеним на тело. Куртц у овој методи комбинује пет принципа хакомија: унутрашња свесност, јединство, ненасиље, самоорганизовање, јединство тела и ума.
| Принципи             | Карактеристике |
| -------------------- | --- |
| Унутрашња свесност   | Према Нианапоники, принципу свесности је „јасно, неометано посматрање онога што се заиста дешава у тренутку стицања искуства (спољашњег или унутрашњег)...без заузимања евалуационог става“. За разлику од вежбе свесности у терапији понашања према Јону Кабат -Зину, Хакоми примењује стање свесности директно у терапијском раду и тиме продубљује тренутно искуство на различитим нивоима искуства - физичком, емоционалном и са свим чулима. Хакоми метода интегрише свесност директно у терапијски процес од свог стварања 1970 -их. |
| Јединство            | Принцип јединства заснован је на међусобној повезаности свих ствари и заснован је на теорији сложених адаптивних система. У пракси Хакоми методе то се одражава у фундаментално системском погледу, како у погледу унутрашњег света пацијента, тако и у терапијском односу. |
| Ненасиље             | У принципу ненасиља, Куртц такође сматра суптилније облике као што су манипулација, сугестија, порив и сукоб насиљем. Рон Куртц је развио посебне технике за ненасилни рад са отпором и унутрашњим препрекама. Он претпоставља да ненасиље гради поверење и ствара сигурност, тако да је могућ дубљи приступ заштићеним унутрашњим подручјима. У исто време, ово такође чини рад терапеуту лакшим и мање напорним. |
| Самоорганизовање     | Принцип самоорганизације постулира да сваки живи систем има способност да се сам лечи. У Хакоми методи, терапеут покушава да прати ове процесе уместо да се оријентише према својим идејама и иде ка одређеним циљевима. Уместо тога, он покушава да створи повољне услове тако да помно посматрани унутрашњи свет самог клијента прецизира правац у којем жели да се креће, како би решио застарела ограничења и створио нова, проширујућа искуства.                                                                                      |
| Јединства тела и ума | Начело јединства тела и ума наглашава неодвојивост тела и ума. Изнад свега, нивои и формативна искуства која нису ментално свесна могу се учинити доступним кроз тело. Претпоставка да је људски организам неодвојива целина, којој сви ментални, духовни и физички процеси, играју важну улогу у свим методама фундаменталне телесне психотерапије, допуњени недавним неуробиолошким истраживањима Antonio R. Damasio, и из L. Cozolino.                                                                                                  |

## Правни статус методе и неуронаучна истраживања
Психотерапија тела која је научно потврђена од стране Европског удружења за психотерапију (ЕАП) као један у низ модалитета у овој грани психотерапије прихватила је и хакоми терапију као један од приступа или модалитета у оквиру психотерапије тела који је признао ЕАП.
Тренутна неуронаучна истраживања потврдила су основу за многе темељне аспекте хакомија, укључујући ефикасност пажње, присуства пуне љубави, емпатичког усклађивања, лимбичке резонанције и поновног консолидовања памћења. Док терапеут ради  са основном развојном траумом, он користи хакоми у склопу решавања „недостака искуства“, што је често дубок и трансформациони процес за клијента. Ово дубоко дирљиво искуство лечи развојну трауму тако што поново повезује неуронске путеве и консолидује имплицитна сећања на начине који могу подржати појединца да се отвори за нова и задовољавајућа искуства.
Хакоми се може комбиновати са широким спектром терапијских приступа, а ефикасан је за кратку и за дуготрајну терапију у широком спектру примена, укључујући рад са појединцима, паровима, групама и организацијама.
Иако су практичари традиционално користили хакоми терапију код људи чији су приходи изнад федералног прага сиромаштва, ова метода се све чешће коришћена  и у непрофитним и другим организацијама како би се допрло до људи у популацији са недостатком услуга здравствених услуга.    